# Pointes de Pierre Brune
Pour les articles homonymes, voir Pointe du Vallonnet.
Les pointes de Pierre Brune sont une montagne de France située dans le massif de la Vanoise, en Savoie. S'élevant à 3 196 mètres d'altitude, elle domine le vallon de la Leisse au nord et à l'ouest et le vallon de la Rocheure au sud. Elle fait face à la Grande Motte (3 653 m) au nord, la Grande Casse (3 855 m) au nord-ouest, le col de la Vanoise (2 517 m) et la pointe de la Réchasse (3 212 m) à l'ouest, la pointe de Lanserlia (2 909 m) au sud et la pointe du Grand Vallon (3 136 m), le Grand roc Noir (3 582 m), la pointe du Vallonnet (3 539 m) et la pointe des Broès (3 405 m) au sud-est. En direction de l'est, elle est séparée de la pointe du Charbonnier (3 311 m) et par-delà de la pointe de la Sana (3 436 m) par le col de Pierre Blanche (2 842 m).

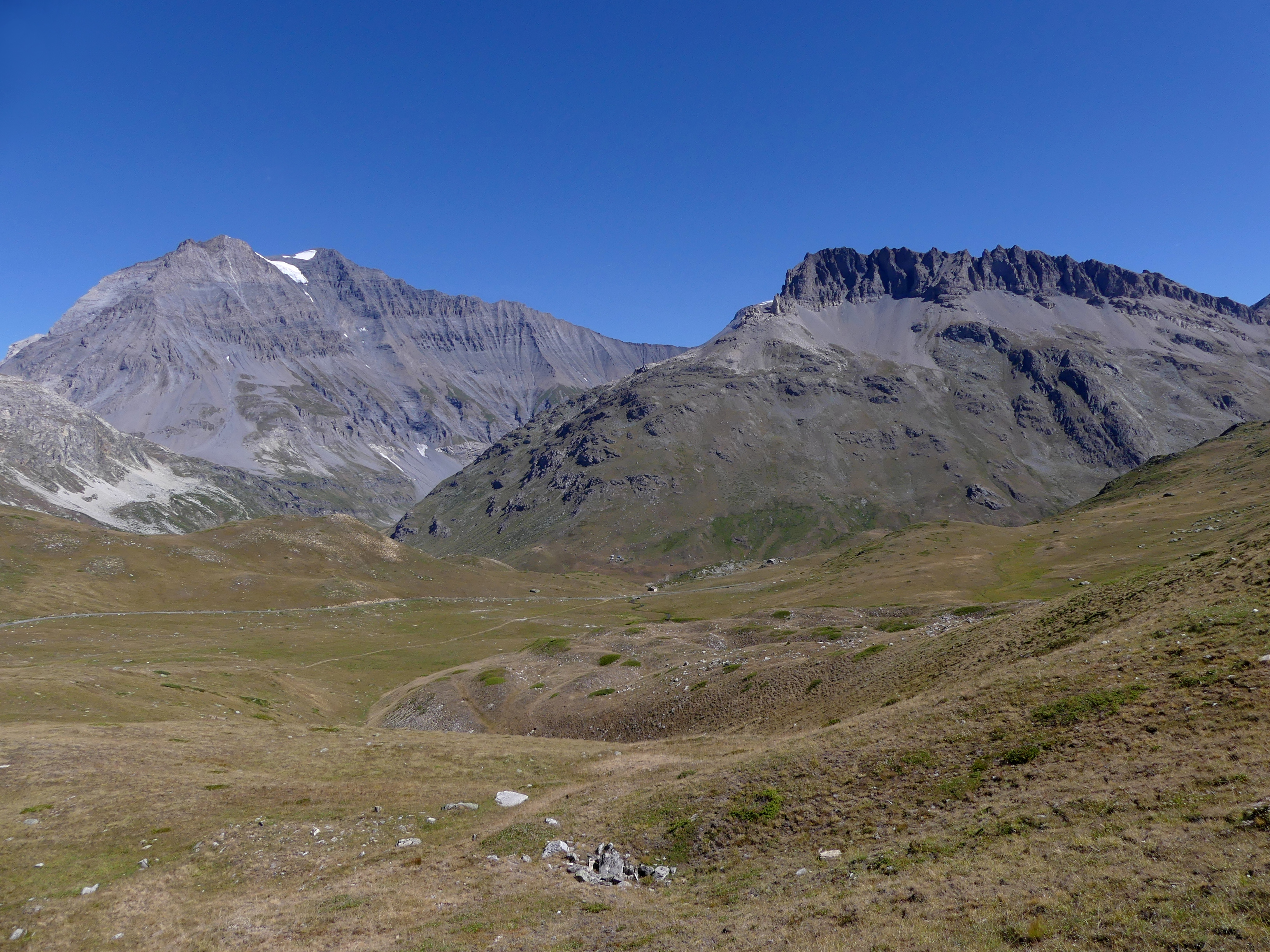
Vue de l'adret des pointes de Pierre Brune à droite et de la Grande Casse à gauche depuis les environs du refuge du Plan du Lac au sud.

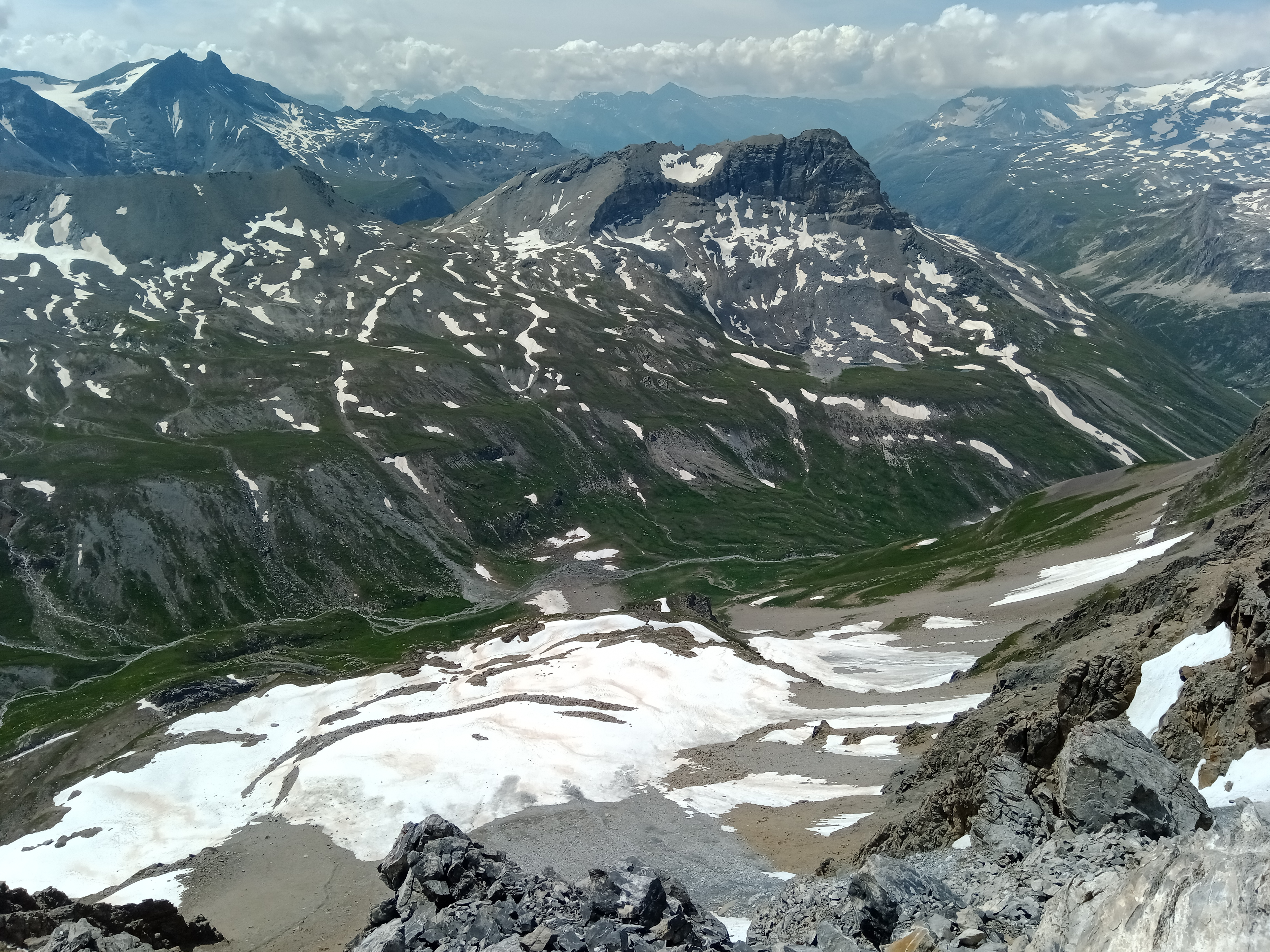
Vue depuis la Grande Motte au nord du vallon de la Leisse et de l'ubac des pointes de Pierre Brune.